# ایراتی (سانتا کاتارینا)
ایراتی (به پرتغالی: Irati) یک منطقهٔ مسکونی در برزیل است که در سانتا کاتارینا واقع شده‌است. ایراتی ۱٬۹۰۹ نفر جمعیت دارد.